# Mallophora scopitarsis
Mallophora scopitarsis är en tvåvingeart som beskrevs av Camillo Rondani 1863. Mallophora scopitarsis ingår i släktet Mallophora och familjen rovflugor. Inga underarter finns listade i Catalogue of Life.